# Thylamys pusillus
Thylamys pusillus e вид опосум от семейство Didelphidae. Той е южноамерикански вид разпростронен в Аржентина, Боливия, Бразилия, Парагвай и Уругвай при надморско равнище до 3500 m. Той е дървесен вид обитаващ разнообразни ариали – от сухи местности до влажни места с гъста растителност. Храни се основно с насекоми и дребни гръбначни животни. Дължината на тялото е около 7,5 - 12 cm, а опашката е дълга 9 - 13 cm. Космената покривка по гърба е сивокафява, а по корема изсветлява до жълтеникава и бяла. Имат тъмен кръг около очите.